# Chanteau
Chanteau ist eine französische Gemeinde mit 1.611 Einwohnern (Stand: 1. Januar 2022) im Département Loiret in der Region Centre-Val de Loire. Sie gehört zum Arrondissement Orléans und zum Kanton Fleury-les-Aubrais.
Die Einwohner werden Chanteausiens genannt.

## Geographie
Chanteau liegt etwa acht Kilometer nordnordöstlich von Orléans inmitten des Forêt d’Orléans. Umgeben wird Chanteau von den Nachbargemeinden Saint-Lyé-la-Forêt im Norden, Rebréchien im Osten und Nordosten, Marigny-les-Usages im Osten und Südosten, Semoy im Süden, Fleury-les-Aubrais im Süden und Südwesten sowie Cercottes im Westen.
Im Süden der Gemeinde liegt die militärische Einrichtung Service de santé des armées, der Sanitäts- und Pharmaziedienst der französischen Armee.

## Bevölkerungsentwicklung
| 1962                       | 1968 | 1975 | 1982 | 1990 | 1999 | 2006 | 2018 |
| -------------------------- | ---- | ---- | ---- | ---- | ---- | ---- | ---- |
| 195                        | 186  | 316  | 899  | 993  | 1136 | 1239 | 1508 |
| Quellen: Cassini und INSEE |      |      |      |      |      |      |      |

## Sehenswürdigkeiten
- Kirche Saint-Remi aus dem 16. Jahrhundert
- Schloss La Brossette, Anfang des 20. Jahrhunderts errichtet

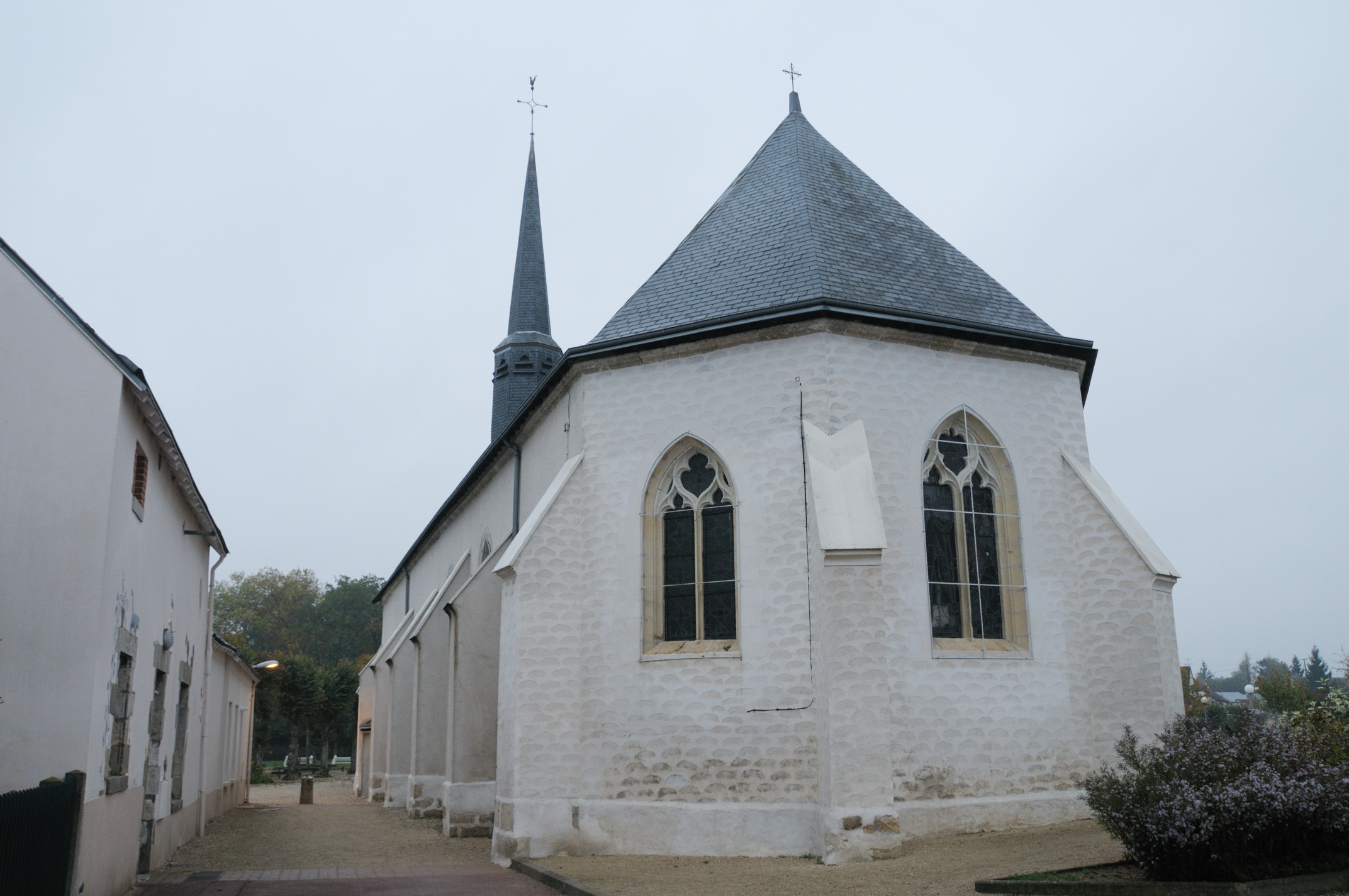
Kirche Saint-Remi